# Serge Reggiani
Serge Reggiani (ur. 2 maja 1922 w Reggio Emilia, zm. 23 lipca 2004 w Paryżu) – francuski aktor i piosenkarz pochodzenia włoskiego.

## Życiorys
Przyjechał do Francji wraz z rodzicami jako 8-latek. Na studiach aktorskich został odkryty przez Jeana Cocteau i wystąpił w jego sztuce Les parents terribles, odnosząc duży sukces. Po wojnie debiutował w filmie. Wystąpił m.in. w filmach Wrota nocy (1946, reż. Marcel Carné), Złoty kask (1952), Nędznicy (1957), Pianista (1998, produkcja hiszpańska, reż. Mario Gas); łącznie w około 80 filmach. Pracował także dla teatru, występował w sztukach Sartre’a i Becketta.
W wieku 44 lat zadebiutował jako piosenkarz. Wspierany przez Simone Signoret i Yves’a Montanda, zyskał dużą popularność jako wykonawca utworów Georges’a Moustakiego, a także wielkich poetów Rimbauda i Baudelaire’a. Najbardziej znane piosenki Reggianiego to Dezerter i Wolność.
Po samobójczej śmierci syna Stéphane'a (1980) popadł w depresję i chorobę alkoholową; w ostatnich latach życia zyskał dodatkowe uznanie jako malarz.

## Wybrana filmografia
- 1948: Kochankowie z Werony jako Angelo
- 1948: Manon jako Léon Lescaut
- 1953: Pasterka i kominiarczyk jako kominiarczyk (głos)
- 1960: Wszyscy do domu jako rekrut inż. Ceccarelli
- 1962: Szpicel jako Maurice Faugel
- 1963: Lampart jako don Francisco Ciccio Tumeo
- 1967: Siedmiu braci Cervi jako Ferrari
- 1968: Dzień puszczyka jako Parrinieddu
- 1980: Taras jako Sergio
- 1986: Pszczelarz jako chory mężczyzna